# Ярошеви
Ярошеви (пол. Jaroszewy) — село в Польщі, у гміні Скаршеви Староґардського повіту Поморського воєводства.
Населення — 488 осіб (2011).
У 1975-1998 роках село належало до Гданського воєводства.

## Демографія
Демографічна структура станом на 31 березня 2011 року:
|          | Загалом | Допрацездатний вік | Працездатний вік | Постпрацездатний вік |
| -------- | ------- | ------------------ | ---------------- | -------------------- |
| Чоловіки | 253     | 72                 | 165              | 16                   |
| Жінки    | 235     | 67                 | 134              | 34                   |
| Разом    | 488     | 139                | 299              | 50                   |